# Bernard Dompnier
Bernard Dompnier (* 18. April 1948 in Rives-sur-Fure) ist ein französischer Historiker.

## Leben
Nach der Agrégation d’histoire 1971 war er Geschichts- und Erdkundelehrer an Gymnasien (1971–1974). Nach der Promotion in Geschichte (1981) bei Jean Delumeau und der Habilitation à diriger des recherches (1991) war er Assistent, Dozent und Professor an der Universität Blaise Pascal Clermont-Ferrand II (1974–2011). Seit 2011 ist er emeritierter Professor.

## Schriften (Auswahl)
- Le venin de l’hérésie. Image du protestantisme et combat catholique au XVIIe siècle. Paris 1985, ISBN 2-227-32103-2.
- I linguaggi della convinzione religiosa. Una storia culturale della riforma cattolica. Rom 2013, ISBN 978-88-7870-840-2.
- Missions, vocations, dévotions. Pour une anthropologie historique du catholicisme moderne. Lyon 2015, ISBN 979-10-91592-11-6.